# Coupe de Russie 2003
Navigation
Édition précédente Édition suivante
La Coupe de Russie est une compétition internationale de patinage artistique qui se déroule en Russie au cours de l'automne. Elle accueille des patineurs amateurs de niveau senior dans quatre catégories: simple messieurs, simple dames, couple artistique et danse sur glace.
La huitième Coupe de Russie est organisée du 20 au 23 novembre 2003 à la petite arène sportive Loujniki de Moscou. Elle est la cinquième compétition du Grand Prix ISU senior de la saison 2003/2004.
Le nouveau système de jugement est mis en place pour la première fois lors des grands prix de cette saison 2003/2004, à la suite du scandale des jeux olympiques d'hiver de 2002.

## Résultats

### Messieurs
| Rang    | Nom              | Pays        | Points | Programme court | Programme court | Programme libre | Programme libre |
| ------- | ---------------- | ----------- | ------ | --------------- | --------------- | --------------- | --------------- |
| 1       | Evgeni Plushenko | Russie      | 231.25 | 1               | 80.35           | 1               | 150.90          |
| 2       | Li Chengjiang    | Chine       | 210.94 | 5               | 65.77           | 2               | 145.17          |
| 3       | Frédéric Dambier | France      | 201.55 | 4               | 67.23           | 4               | 134.32          |
| 4       | Michael Weiss    | États-Unis  | 199.03 | 3               | 71.55           | 5               | 127.48          |
| 5       | Stéphane Lambiel | Suisse      | 198.01 | 6               | 62.00           | 3               | 136.01          |
| 6       | Aleksandr Abt    | Russie      | 189.46 | 2               | 73.05           | 6               | 116.41          |
| 7       | Ben Ferreira     | Canada      | 175.44 | 7               | 59.10           | 7               | 116.34          |
| 8       | Silvio Smalun    | Allemagne   | 154.07 | 9               | 56.29           | 9               | 97.78           |
| 9       | Ivan Dinev       | Bulgarie    | 152.77 | 10              | 52.44           | 8               | 100.33          |
| 10      | Kensuke Nakaniwa | Japon       | 146.59 | 11              | 50.43           | 10              | 96.16           |
| 11      | Sergei Davydov   | Biélorussie | 143.58 | 8               | 57.20           | 11              | 86.38           |
| Forfait | Alexander Shubin | Russie      |        |                 |                 |                 |                 |

### Dames
| Rang | Nom                | Pays       | Points | Programme court | Programme court | Programme libre | Programme libre |
| ---- | ------------------ | ---------- | ------ | --------------- | --------------- | --------------- | --------------- |
| 1    | Elena Liashenko    | Ukraine    | 149.68 | 1               | 53.80           | 2               | 95.88           |
| 2    | Carolina Kostner   | Italie     | 143.53 | 6               | 45.38           | 1               | 98.15           |
| 3    | Galina Maniachenko | Ukraine    | 139.84 | 3               | 51.02           | 3               | 88.82           |
| 4    | Joannie Rochette   | Canada     | 139.30 | 4               | 50.56           | 4               | 88.74           |
| 5    | Beatrisa Liang     | États-Unis | 138.56 | 2               | 53.40           | 6               | 85.16           |
| 6    | Diána Póth         | Hongrie    | 129.24 | 9               | 43.70           | 5               | 85.54           |
| 7    | Kristina Oblasova  | Russie     | 127.96 | 8               | 44.68           | 7               | 83.28           |
| 8    | Yukari Nakano      | Japon      | 127.68 | 7               | 44.68           | 8               | 83.00           |
| 9    | Ielena Sokolova    | Russie     | 126.33 | 5               | 50.52           | 9               | 75.81           |
| 10   | Ludmila Nelidina   | Russie     | 117.49 | 10              | 42.20           | 10              | 75.29           |
| 11   | Elina Kettunen     | Finlande   | 113.18 | 11              | 38.50           | 11              | 74.68           |
| 12   | Liu Yan            | Chine      | 105.75 | 12              | 36.48           | 12              | 69.27           |

### Couples
| Rang    | Nom                                    | Pays               | Points | Programme court | Programme court | Programme libre | Programme libre |
| ------- | -------------------------------------- | ------------------ | ------ | --------------- | --------------- | --------------- | --------------- |
| 1       | Tatiana Totmianina / Maksim Marinin    | Russie             | 190.66 | 1               | 68.64           | 1               | 122.02          |
| 2       | Pang Qing / Tong Jian                  | Chine              | 185.04 | 2               | 63.16           | 3               | 121.88          |
| 3       | Zhang Dan / Zhang Hao                  | Chine              | 180.28 | 3               | 58.38           | 2               | 121.90          |
| 4       | Valérie Marcoux / Craig Buntin         | Canada             | 165.40 | 5               | 55.16           | 4               | 110.24          |
| 5       | Julia Obertas / Sergei Slavnov         | Russie             | 158.62 | 4               | 55.58           | 5               | 103.04          |
| 6       | Viktoria Borzenkova / Andrei Chuvilaev | Russie             | 151.20 | 6               | 52.88           | 6               | 98.32           |
| 7       | Tiffany Scott / Philip Dulebohn        | États-Unis         | 143.08 | 7               | 49.80           | 8               | 93.28           |
| 8       | Kateřina Beránková / Otto Dlabola      | République tchèque | 141.60 | 8               | 47.84           | 7               | 93.76           |
| 9       | Nicole Nönnig / Matthias Bleyer        | Allemagne          | 125.07 | 10              | 40.98           | 9               | 84.09           |
| Abandon | Sabrina Lefrançois / Jérôme Blanchard  | France             |        | 9               | 43.74           |                 |                 |

### Danse sur glace
| Rang | Nom                                | Pays        | Points | Danse imposée | Danse imposée | Danse originale | Danse originale | Danse libre | Danse libre |
| ---- | ---------------------------------- | ----------- | ------ | ------------- | ------------- | --------------- | --------------- | ----------- | ----------- |
| 1    | Tatiana Navka / Roman Kostomarov   | Russie      | 225.79 | 1             | 42.40         | 1               | 66.25           | 1           | 117.14      |
| 2    | Tanith Belbin / Benjamin Agosto    | États-Unis  | 209.17 | 3             | 38.98         | 2               | 62.80           | 2           | 107.39      |
| 3    | Galit Chait / Sergei Sakhnovski    | Israël      | 202.85 | 4             | 38.09         | 4               | 59.92           | 3           | 104.84      |
| 4    | Kati Winkler / René Lohse          | Allemagne   | 201.71 | 2             | 39.00         | 3               | 60.80           | 4           | 101.91      |
| 5    | Federica Faiella / Massimo Scali   | Italie      | 171.13 | 6             | 33.15         | 6               | 47.77           | 5           | 90.21       |
| 6    | Oksana Domnina / Maksim Chabaline  | Russie      | 166.93 | 5             | 33.59         | 5               | 49.26           | 7           | 84.08       |
| 7    | Svetlana Kulikova / Vitali Novikov | Russie      | 164.30 | 7             | 32.24         | 7               | 47.25           | 6           | 84.81       |
| 8    | Roxane Petetin / Matthieu Jost     | France      | 156.29 | 8             | 32.12         | 9               | 42.26           | 8           | 81.91       |
| 9    | Sinead Kerr / John Kerr            | Royaume-Uni | 148.43 | 11            | 27.61         | 8               | 45.56           | 9           | 75.26       |
| 10   | Alexandra Kauc / Michał Zych       | Pologne     | 139.41 | 9             | 30.14         | 10              | 40.46           | 10          | 68.81       |
| 11   | Nakako Tsuzuki / Kenji Miyamoto    | Japon       | 129.07 | 10            | 29.22         | 12              | 33.84           | 11          | 66.01       |
| 12   | Melissa Piperno / Liam Dougherty   | Canada      | 122.46 | 12            | 25.35         | 11              | 34.82           | 12          | 62.29       |

## Sources
- Résultats de la Coupe de Russie 2003 sur le site de l'ISU
- Patinage Magazine N°90 (Hiver 2003/2004)